# Борейко Володимир Євгенович
Борейко Володимир Євгенович (нар. 5 жовтня 1958, Свердловськ (тепер Єкатеринбург), СРСР) — український еколог, біолог, природоохоронець, письменник, зоозахисник. Директор громадської організації «Київський еколого-культурний центр», головний редактор Гуманітарно-екологічного журналу, заснованого в 1999 р. Заслужений природоохронець України (з 2010 р.). Живе в Києві.

## Біографічні відомості
Народився в місті Свердловську (Російська Федерація).
Навчався в Донецькому державному університеті (зараз Донецький національний університет). Під час навчання був командиром Дружини охорони природи цього університету.
Працював слюсарем-ремонтником в Донецькому трамвайному парку, згодом — у Президії Українського товариства охорони природи, в Міністерстві охорони навколишнього природного середовища України. З Міністерства охорони навколишнього природного середовища України пішов за власним бажанням на знак протесту проти бездіяльності його керівництва.
Протягом каденцій 6-9 скликань Верховної Ради України був помічником народних депутатів: Голуба Олександра Володимировича (6-7 скликання), Комуністична партія України: Томенка Миколи Володимировича (8 скликання); Диріва Анатолія Борисовича (8 скликання), Політична партія «НАРОДНИЙ ФРОНТ»; Маріковського Олександра Валерійовича (9 скликання).

## Активна природоохоронна позиція
Провідний діяч природоохоронного руху в Україні. Автор 18 діючих природоохоронних законів України. Серед найбільш відомих кампаній, за його та очолюваною ним громадською організацією участю — перепис найстаріших дерев України.
Щорічно Володимир Борейко проводить операцію «Першоцвіт», яка направлена на захист рідкісних та зникаючих рослин, що занесені в Червону книгу України.
Один із активістів всеукраїнської кампанії проти капканів. Серед інших всеукраїнських зоозахисних кампаній, які проводить Володимир Борейко — боротьба з дельфінаріями. Активіст захисту найбільш знищуваного виду тварин в Україні — вовків.
Ініціатор заборони в Україні весняного полювання, полювання у біосферних заповідниках і національних парках, комерційного полювання на зубрів, відлову дельфінів, використання капканів і фосфіду цинку, домігся відкриття у вузах України нової дисципліни — «Екологічна етика». Під його керівництвом у 20 областях України створено 588 об'єктів природно-заповідного фонду, проведено близько 60 природоохоронних семінарів і конференцій.
Спільно з Екоправо-Київ виграв 75 судових справ природоохоронної спрямованості.
Протягом своєї інспекторської діяльності затримав понад 2000 браконьєрів.

## Нагороди та звання
Указом Президента України Віктора Андрійовича Ющенка № 14/2010 від 12.01.2010 року Борейку Володимиру Євгеновичу було присвоєно почесне звання «Заслужений природоохоронець України».
Почесний член Московського товариства дослідників природи (2015).
Член Комісії з охоронюваних природних територій Міжнародного Союзу охорони природи (IUCN), Робочої групи по хижаках Мінекології України.
2024 р. В. Борейко отримав грамоту -подяку та цінний подарунок від Київської обласної ради за вагомий внесок у розвиток заповідної справи та охорони навколишнього середовища

## Критика на адресу вітчизняних зоозахисників
У 2010 р. Володимир Борейко різко критикував вітчизняні зоозахисні організації, заявивши:
На жаль, наші зоозахисні організації можна назвати лише собакозахисними, оскільки вони не займаються іншими тваринами, поза бродячими котами і собаками.— В.Борейко. Зоозахисники провокують знищення собак. Хрещатик, 24.06.2010р.
Також він назвав випадки отруєння бродячих псів «народною партизанською війною з собаками», поклав на зоозахисників провину за провокування такої реакції городян, наголосивши, що такий стан справ є наслідком відстоювання зоозахисниками стерилізації, бродячих собак.
На В. Є. Борейка було організовано кілька замовних нападів, останній стався 1 лютого 2010 р., після цього він на час втратив зір і слух. Святошинським районним відділенням міліції м. Києва було відкрито кримінальну справу за фактом нападу і побиття В. Є. Борейка, однак зловмисники знайдені не були.

## Твори
Автор більше 200 книг на екологічну, природоохоронну, зоозахисну, екофілософську та історичну тематику. Крім того опублікував понад 700 наукових статей з охорони природи, надрукованих в Україні, США, Росії, Польщі, Білорусі, Латвії.
Найважливіші твори, в яких Борейко є автором та співавтором:

### Серія «Історія охорони природи»
1994 рік
- «Нотатки природоохоронця»

1995
- «Історія заповідної справи в Україні» (перевидання з доповненнями — 2001 р.)
- «Царські полювання» від Мономаха до Путіна та Кучми" (перевидання 1995, 2000, 2005, 2005).
- «Словник діячів охорони природи» (перевидання 1995, 2001).

1996
- «Екологічні злочини військових в Україні та на прилеглих територіях».
- «Нариси про піонерів охорони природи (том перший)».
- «Білі плями історії природоохорони. СРСР, Росія, Україна (том перший)».
- «Білі плями історії природоохорони. СРСР, Росія, Україна (том другий)».
- «Історія охорони природи України Х сторіччя — 1980» (перевидання 2001 р.).
- «Білі плями природоохорони» (перевидання 2003).

1997
- «Нариси про піонерів охорони природи (том другий)».
- «Етико-естетичний підхід в охороні дикої природи та заповідній справі (З вітчизняних та зарубіжних робіт)».
- «Асканія-Нова: важкі версти історії 1826—1997».
- «Історія руху студентських природоохоронних дружин України в документах та спогадах».

### Серія «Природоохоронна пропаганда»
1996
- «Екологічні традиції, релігійні погляди слов'янських та інших народів» (перевидання: 1998, 2003)
- «Шляхи та методи природоохоронної пропаганди» (перевидання: 1998, 2002 р.).

1997
- «Сторіччя природоохоронної пропаганди. Бібліографічний покажчик вітчизняної літератури (1882—1996 р.)».

2000
- «Як екологам співпрацювати з засобами масової інформації».
- «Лісовий фольклор. Дерева життя та священні гаї» (перевидання — 2003 р.).

2003
- «Осягнення екологічної теології»
- «Популярний словник по екологічній етиці та гуманітарній екології»

### Серія «Охорона дикої природи»
1996
- «Супутник юного захисника природи» (перевидання 1999 р.)

1997
- «Введення в природоохоронну естетику» (перевидання: 1999, 2001)

1998
- «Святилища дикої природи. Нариси до ідеології заповідної справи»

1999
- «Прорив в екологічну етику» (перевидання: 2001, 2003, 2005 р.)

2001
- «Сучасна ідея дикої природи» (перевидання: 2003)

2002
- «Філософи дикої природи та природоохорони» (перевидання, 2004)
- «Охорона вікових дерев»
- «Захист місцевих природно-історичних святинь»

2003
- «Священні гори»
- «Курс молодого бійця ДОП»

2004
- «Стислий курс екологічної етики»
- «Екологічна етика в ВНЗ»
- «Екологічна етика в школі»

2005
- «Художники дикої природи»
- «Природоохоронна естетика в ВНЗ»
- «Етика та менеджмент заповідної справи»
- «Кинь полювання — стань людиною»
- «Проти весняного полювання»
- «Природоохоронна естетика в школі»

2006
- «Письменники дикої природи»

2007
- «Закон „Про захист тварин від жорстокого поводження“. Український прорив»
- «Винищення зубрів в Україні, Білорусі, Польщі та Росії. Матеріали незалежного дослідження»

2008
- «Етика та практика охорони біорозмаїття»
- «Історія охорони дикої природи у США»

2009
- «Стародавні дерева України»

2010
- «Троянський кінь екотуризму: смерть для заповідної природи»
- «Видовий терор»

2011
- «Настольна книга зоозахисника»
- «Екологічна етика та гуманне ставлення до тварин і рослин» (Цей спецкурс за вибором затверджено Міністерством освіти України)
- «500 видатних дерев України»

2012
- «На захист вовків»
- Екологічна естетика. Методичний посібник для вчителів [Архівовано 4 березня 2016 у Wayback Machine.]
- Философы зоозащиты и природоохраны [Архівовано 4 березня 2016 у Wayback Machine.]
- Контрабанда диких животных, растений и их дериватов в Украине [Архівовано 4 березня 2016 у Wayback Machine.]

2013 p.
- Охотники и экологи против весенней охоты [Архівовано 26 листопада 2018 у Wayback Machine.]
- Классики абсолютной заповедности [Архівовано 8 грудня 2015 у Wayback Machine.]
- Прорыв в экологическую этику. Изд. пятое, доп. [Архівовано 23 листопада 2018 у Wayback Machine.]

2014 p.
- Заповедники Украины без гламура [Архівовано 4 березня 2016 у Wayback Machine.]
- Абсолютная заповедность и эстетика дикой природы [Архівовано 4 березня 2016 у Wayback Machine.]

2015 p.
- Положительный опыт влияния заповедности и заповедных зон на охрану биоразнообразия [Архівовано 4 березня 2016 у Wayback Machine.]

Також Володимир Борейко є автором багатьох статей у газетах та журналах України, Росії та інших країн, присвячених екологічній, зоозахисній, еколого-просвітницькій та еколого-філософській тематиці, зокрема він відстоює прийняття Україною концепції «прав тварин», яка прийнята багатьма іншими країнами.